# چامبوکو (تاش‌اوا)
چامبوکو (به لاتین: Çambükü) یک منطقهٔ مسکونی در ترکیه است که در تاشوا واقع شده‌است. چامبوکو ۲٬۱۶۰ نفر جمعیت دارد.